# Wayne Presley
Wayne Richard Presley (* 23. März 1965 in Dearborn, Michigan) ist ein ehemaliger US-amerikanischer Eishockeyspieler, der im Verlauf seiner aktiven Karriere zwischen 1982 und 1998 unter anderem 767 Spiele für die Chicago Blackhawks, San Jose Sharks, Buffalo Sabres, New York Rangers und Toronto Maple Leafs in der National Hockey League auf der Position des rechten Flügelstürmers bestritten hat.

## Karriere
Presley spielte zunächst drei Jahre von 1982 bis 1985 für die Kitchener Rangers und Sault Ste. Marie Greyhounds in der Ontario Hockey League. 1984 erreichte er mit Kitchener das Endturnier um den Memorial Cup und im Jahr darauf mit Sault Ste. Marie. Bereits während der Saison 1984/85 setzten ihn die Chicago Blackhawks in der National Hockey League ein, nachdem sie ihn im NHL Entry Draft 1983 in der zweiten Runde an 39. Position ausgewählt hatten.
In den folgenden Jahren entwickelte sich der Flügelspieler zu einem festen Teil des Blackhawks-Kader. Dort hatte er in der Spielzeit 1986/87 auch seine beste NHL-Saison mit 61 Punkten in 80 Spielen. Im September 1991 transferierte ihn Chicago  für ein Drittrunden-Wahlrecht im NHL Entry Draft 1993 zu den San Jose Sharks, wo er jedoch nur bis zum März 1992 blieb. Für Dave Snuggerud wurde er zu den Buffalo Sabres abgegeben. Presley blieb den Rest der Saison 1991/92 und drei weitere in Buffalo, unterzeichnete aber im Sommer 1995 als Free Agent bei den New York Rangers. Auch dort blieb er, ähnlich wie in San Jose, nur etwa neun Monate und ging im Austausch für Sergio Momesso zu den Toronto Maple Leafs. Nach Beendigung der Saison 1995/96 spielte Presley die folgenden zwei Spielzeiten nur noch in der International Hockey League und American Hockey League, wo er seine Karriere bei den Farmteams der Maple Leafs ausklingen ließ.

## Erfolge und Auszeichnungen
- 1984 Jim Mahon Memorial Trophy
- 1984 OHL First All-Star Team
- 1985 J.-Ross-Robertson-Cup-Gewinn mit den Sault Ste. Marie Greyhounds
- 1997 Turner-Cup-Gewinn mit den Detroit Vipers

## Karrierestatistik

### International
Vertrat die USA bei:
- Canada Cup 1987

(Legende zur Spielerstatistik: Sp oder GP = absolvierte Spiele; T oder G = erzielte Tore; V oder A = erzielte Assists; Pkt oder Pts = erzielte Scorerpunkte; SM oder PIM = erhaltene Strafminuten; +/− = Plus/Minus-Bilanz; PP = erzielte Überzahltore; SH = erzielte Unterzahltore; GW = erzielte Siegtore; 1 Play-downs/Relegation; Kursiv: Statistik nicht vollständig)